# Physiotherm
Die Physiotherm GmbH ist ein Hersteller von Infrarotkabinen für Privatkunden sowie für Hotels, Thermen, Kur- und Therapiezentren, Fitness- und Wellnesseinrichtungen.
Das Tiroler Unternehmen mit Sitz in Thaur/Innsbruck ist in Österreich Marktführer bei der Herstellung von Infrarotkabinen. Es verfügt über eine eigene Produktion der Metallteile (wie Infrarotstrahler) direkt in der Zentrale in Thaur und eine eigene Produktion sämtlicher Holzelemente in Treuen/Sachsen.
Die Physiotherm Gruppe umfasst Unternehmen in Österreich, Deutschland, England, Italien, Schweiz und den Niederlanden (die Angaben von Umsätzen und Mitarbeitern sind die Summen dieser Unternehmen).
Neben der Zentrale in Thaur ist Physiotherm mit weiteren 55 Beratungscentern in Österreich, Deutschland, Italien, Großbritannien und der Schweiz vertreten (Stand: Februar 2013).
Seit Dezember 2013 ist Physiotherm der Hauptsponsor von Thomas Diethart, ÖSV Skispringer.

## Geschichte
Das Unternehmen wurde 1995 von Luis Schwarzenberger nach einem schweren Skiunfall gegründet. Die begleitende Regeneration mithilfe von Infrarot war der Grundstein von Physiotherm Infrarotkabinen.
Im Jahr 1996 waren drei Mitarbeiter bei Physiotherm beschäftigt, im Februar 2013 arbeiteten insgesamt 210 Mitarbeiter im Unternehmen. Das Unternehmen versucht auch in Deutschland weiter zu wachsen.
Der Duschenhersteller Manufactur Neher, seit 2005 Manufactur für Glas & Spiegel GmbH, wurde im Oktober 2013 erworben. Er war bis zu diesem Zeitpunkt im Eigentum des börsennotierten oberösterreichischen Wasseraufbereiters BWT AG.